# Цут, Йозеф
Йозеф Цут (в некоторых источниках Зут, нем. Josef Zuth; 24 ноября 1879, Карлсбад — 30 августа 1932) — австрийский гитарист, лютнист, музыковед, педагог, лексикограф и журналист.

## Биография
Изучал музыковедение в Венском университете у Гвидо Адлера и Адольфа Кочирца. В 1902—1925 годах состоял на государственной службе. С 1919 года преподавал в венской Высшей народной школе «Урания» игру на лютне и гитаре. В 1920 году в Вене была опубликована диссертация Цута «Симон Молитор и венская гитарная школа около 1800 года» (нем. Simon Molitor und die Wiener Gitarristik (um 1800)). В 1921 году стал редактором музыкального журнала «Zeitschrift für Gitarre» (с 1927 года назывался «Musik im Haus»). С 1925 года доцент Педагогического института в Вене. Печатался в различных периодических изданиях.

## Труды
Цут написал ряд работ по истории исполнительства и технике игры на гитаре, лютне, мандолине и других щипковых инструментах. В их числе:
- «Das künstlerische Gitarrenspiel, pädagogische Studien» (1916)
- «Die Gitarre, Spezialstudien auf theoretischer Grundlage», H. 1-6, (1920-25)
- «Volkstümliche Gitarren-Schule» (1922)
- «Handbuch der Laute und Gitarre» (1926-28)
- «Die Mandolinenhandschriften in der Bibliothek der Gesellschaft der Musikfreunde in Wien, „ZfMw“» (1931-32)